# 圣欧吐普圣殿
圣欧吐普圣殿（Basilique Saint-Eutrope de Saintes）是一座罗马天主教圣地，位于法国西南部新阿基坦大区濱海夏朗德省桑特。1886年5月11日，该堂升格为宗座圣殿。
该堂由阿基坦公爵、普瓦图伯爵威廉八世创建于1081年，1096年由教宗乌尔巴诺二世祝圣，供奉该地区第一任主教圣欧吐普。前往圣地亚哥德孔波斯特拉的许多朝圣者，都在途中参观过他的坟墓。
1840年，该堂列为法国历史遗迹。联合国教科文组织将其列为世界遗产法国圣雅各伯朝圣之路的一部分

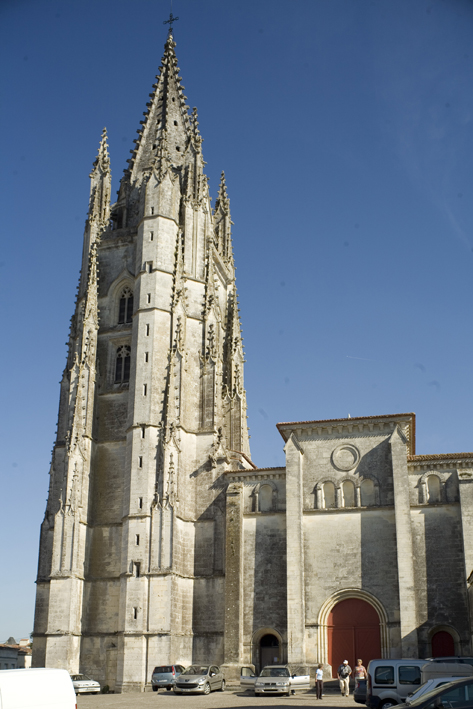
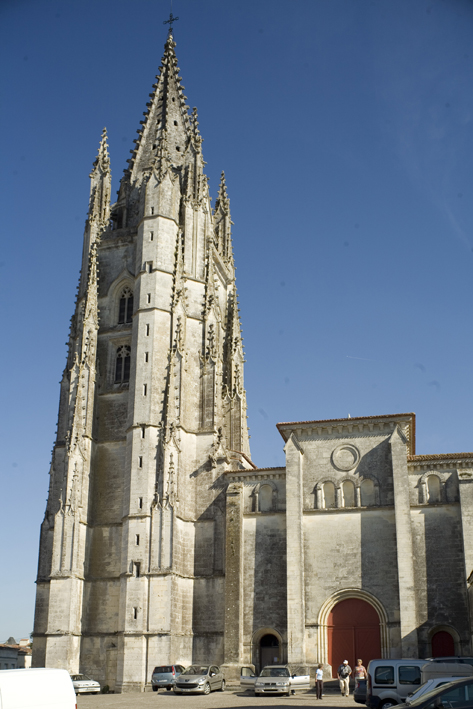
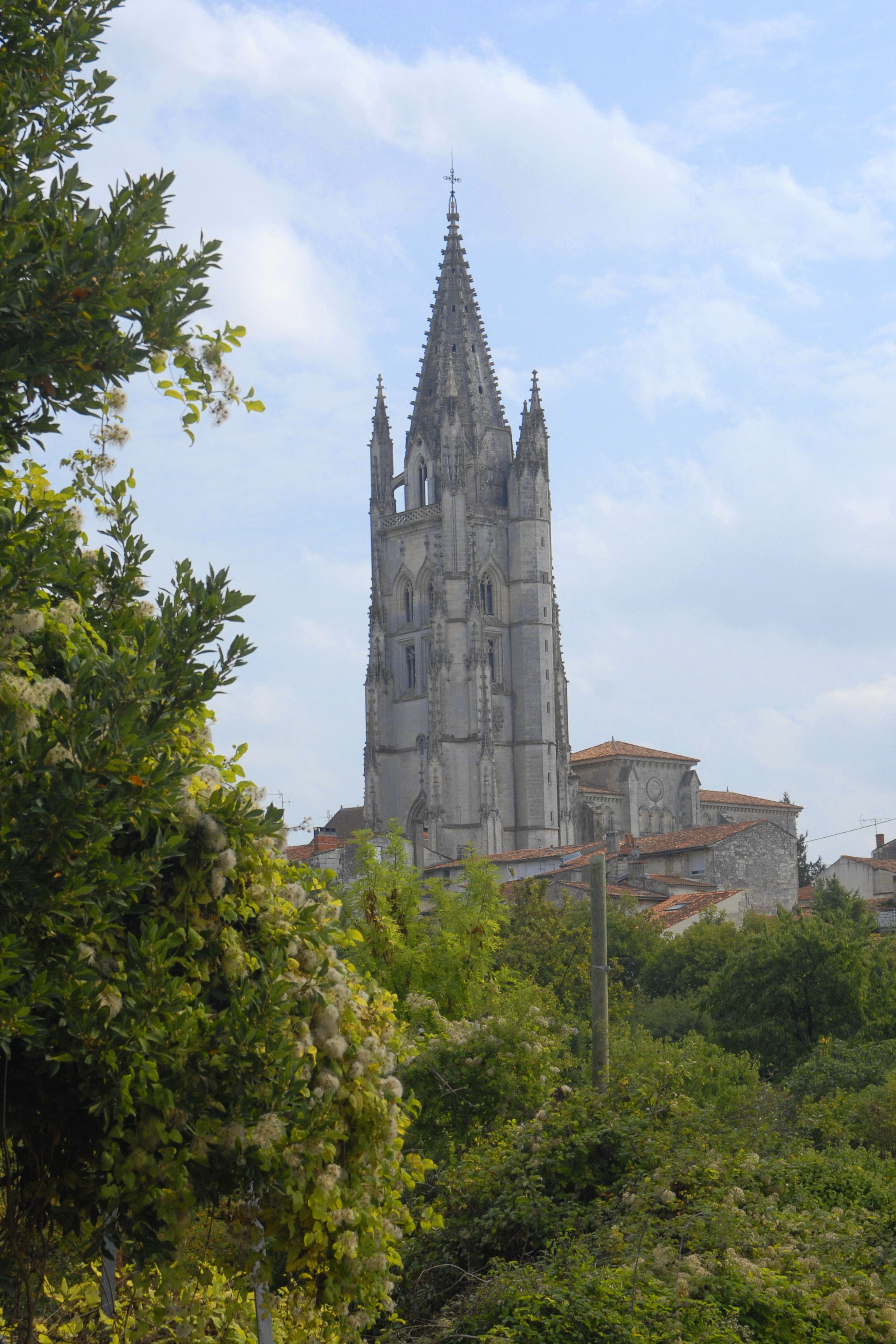
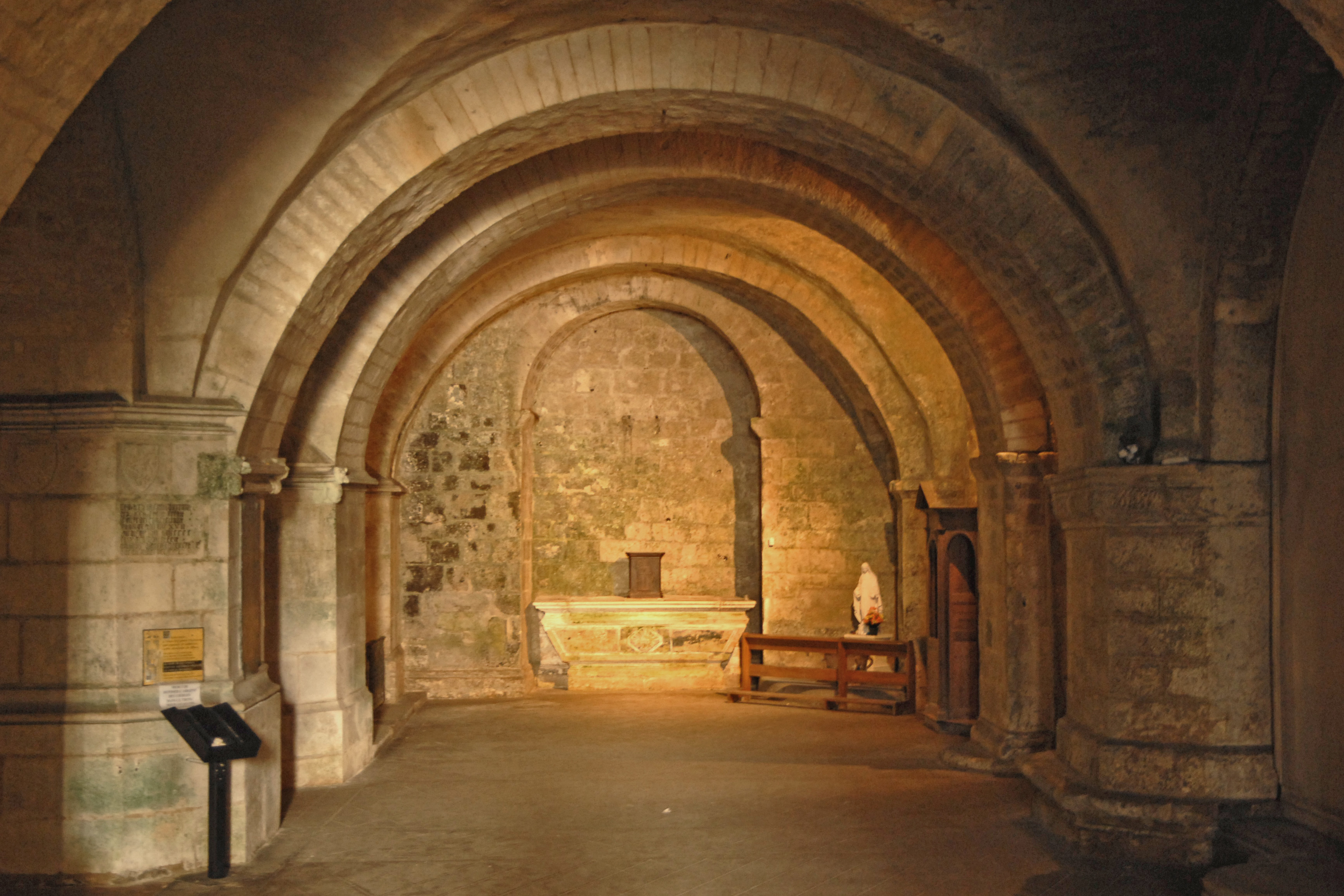
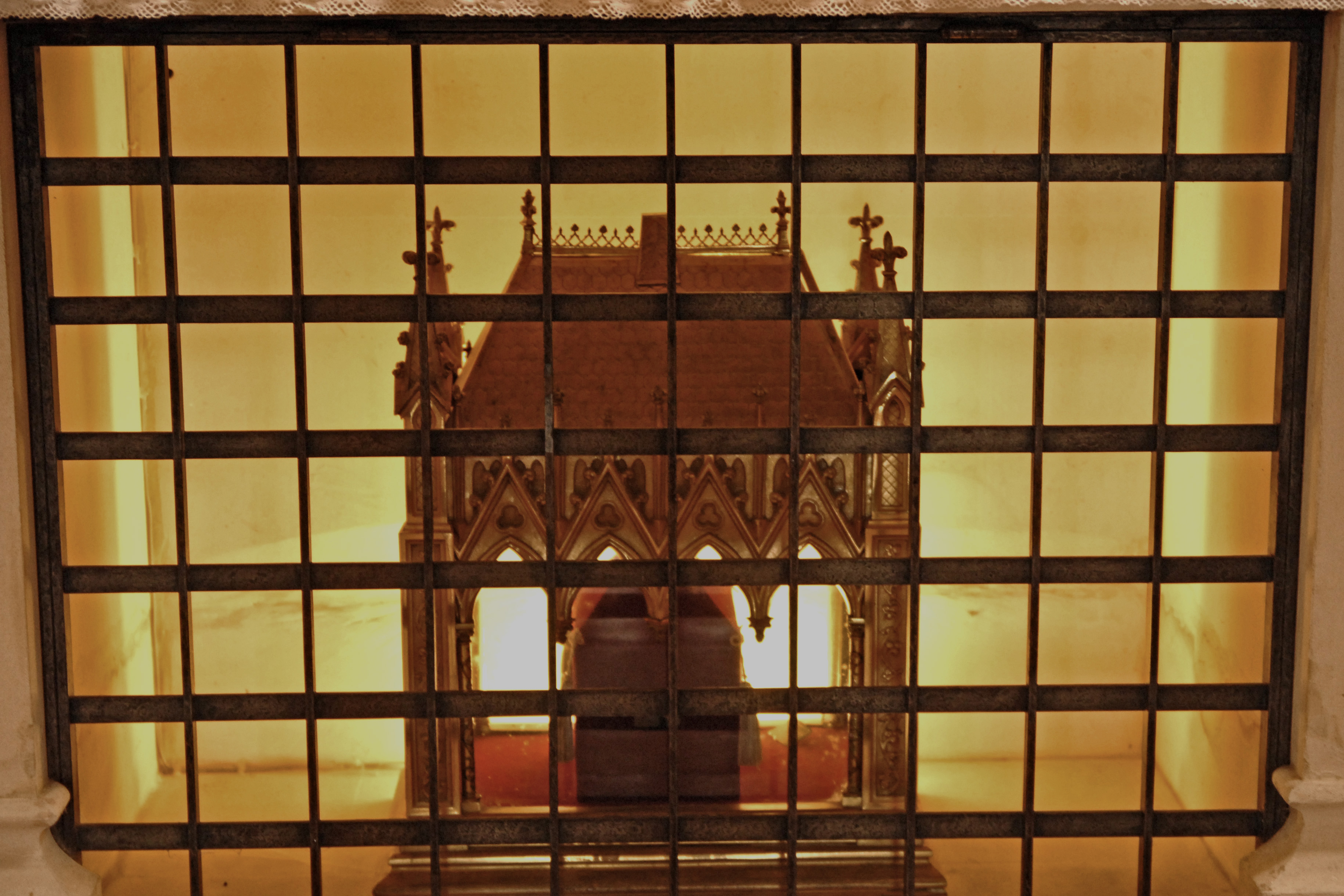
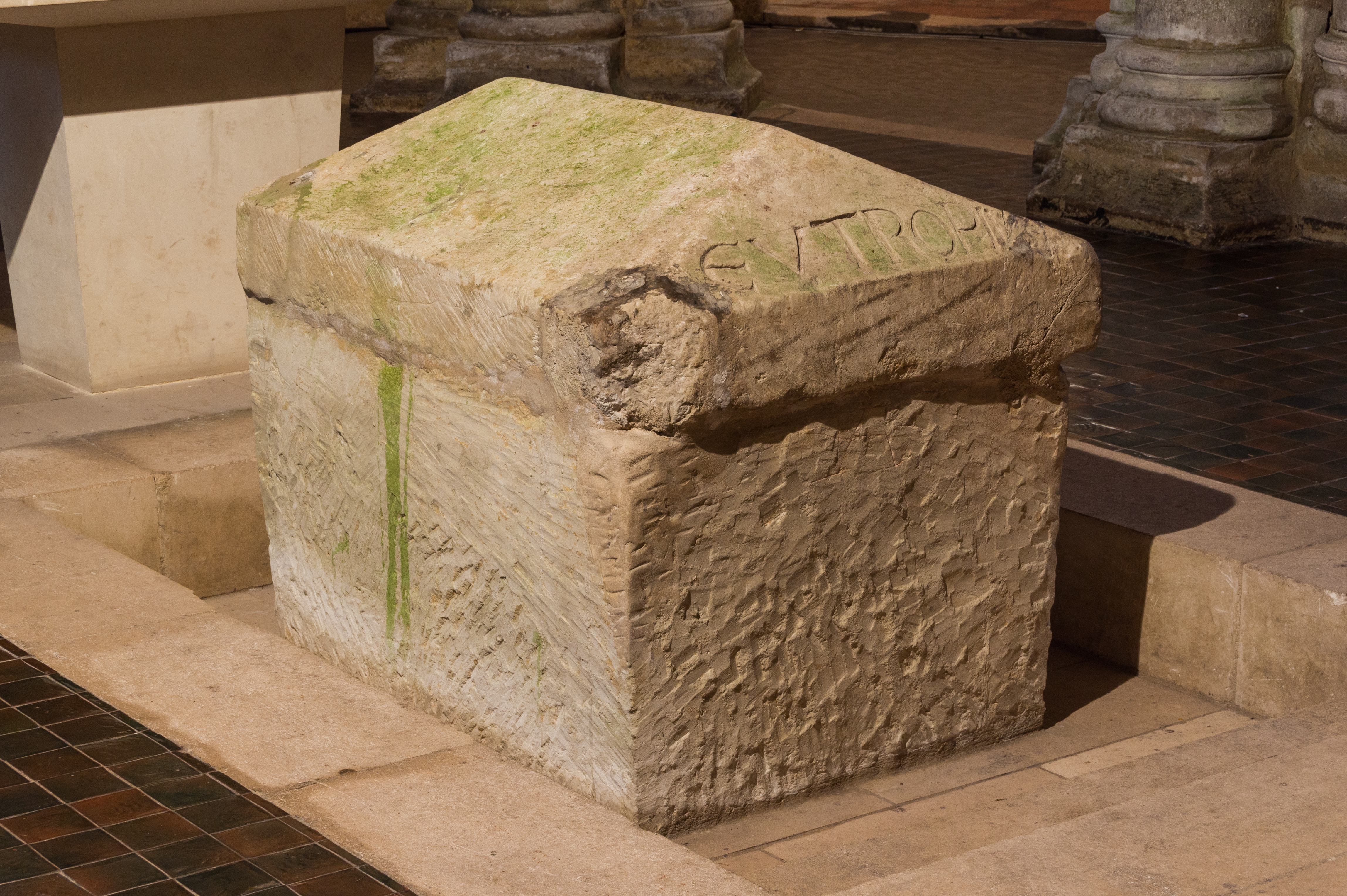
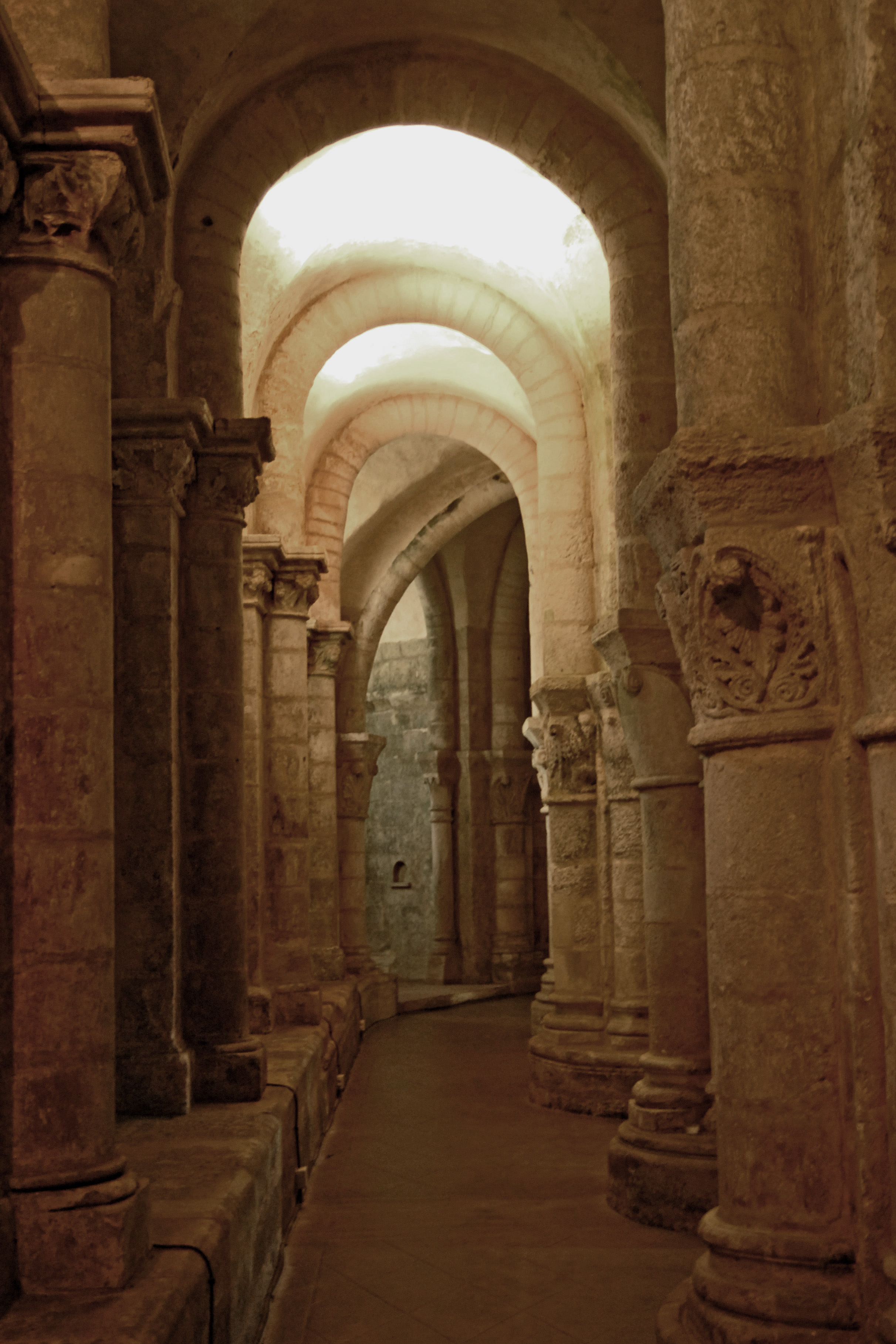
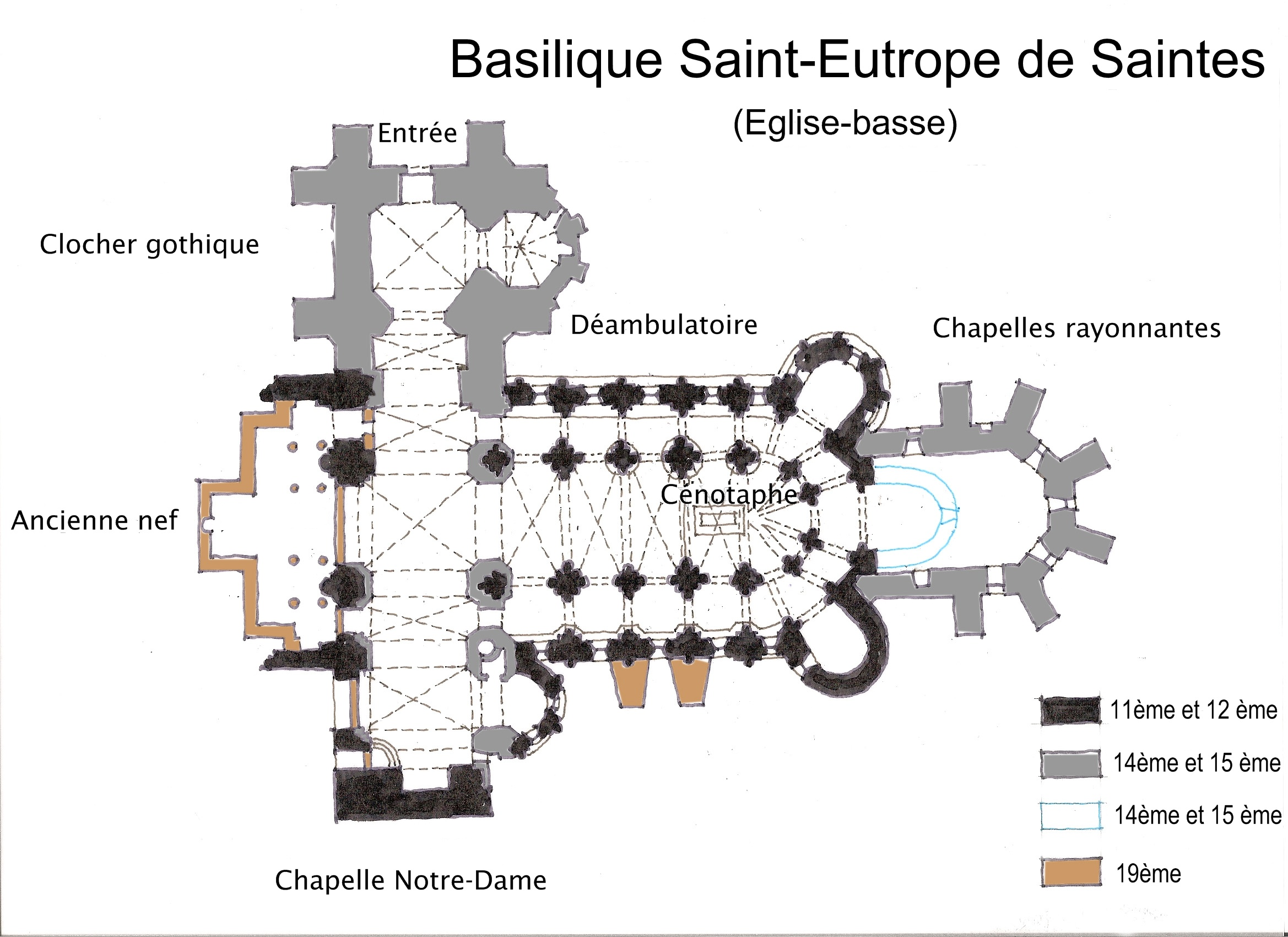
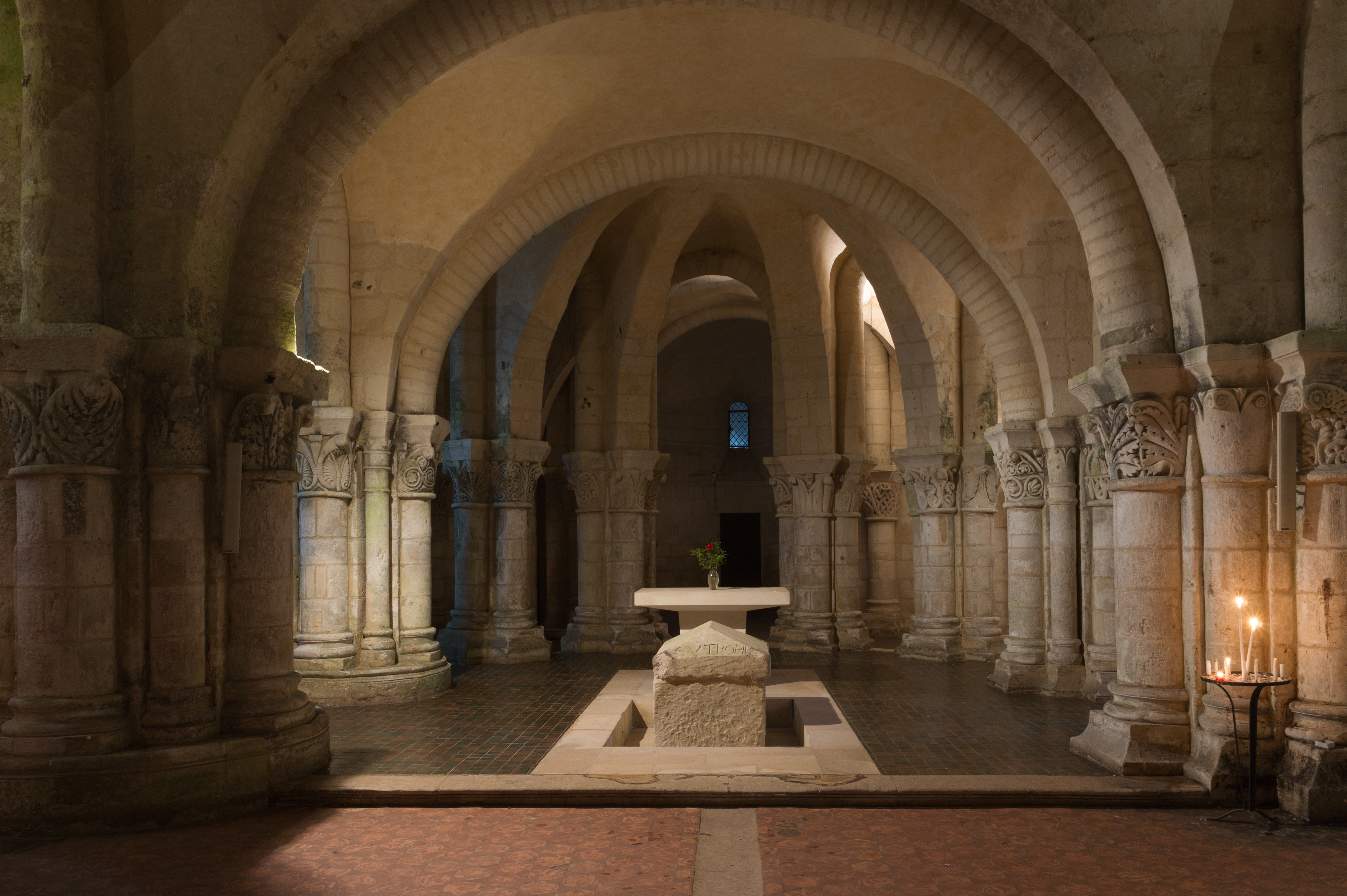
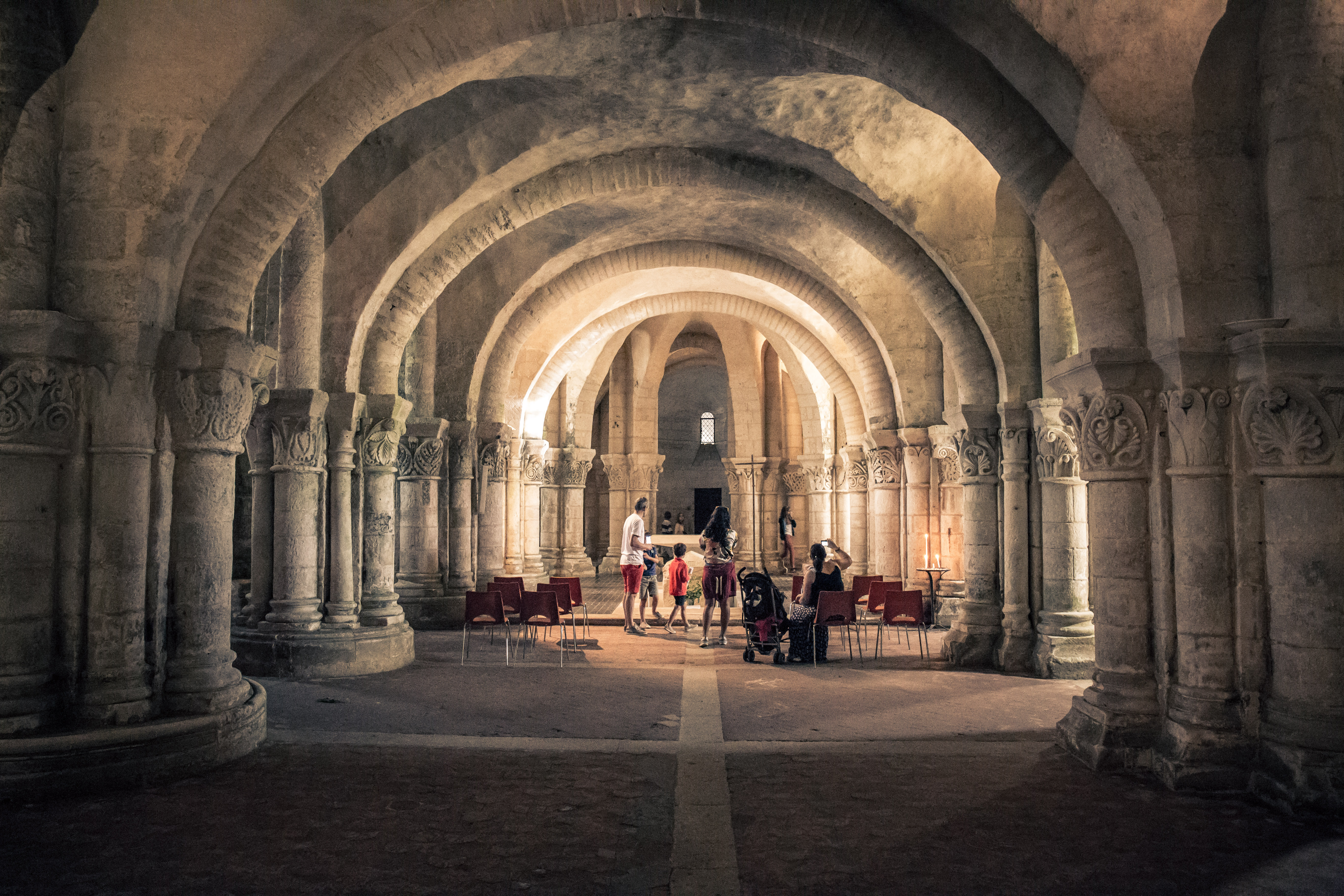
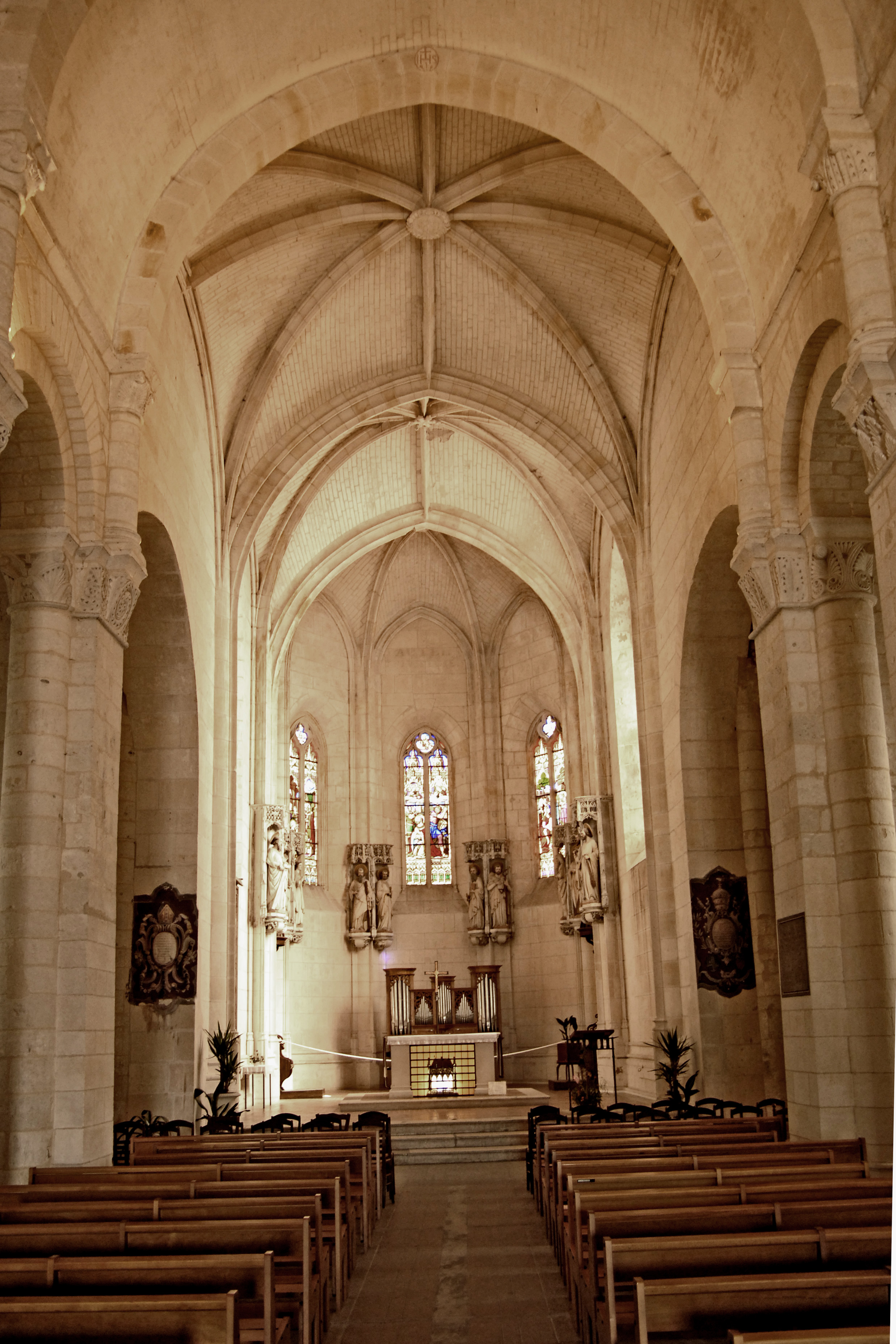
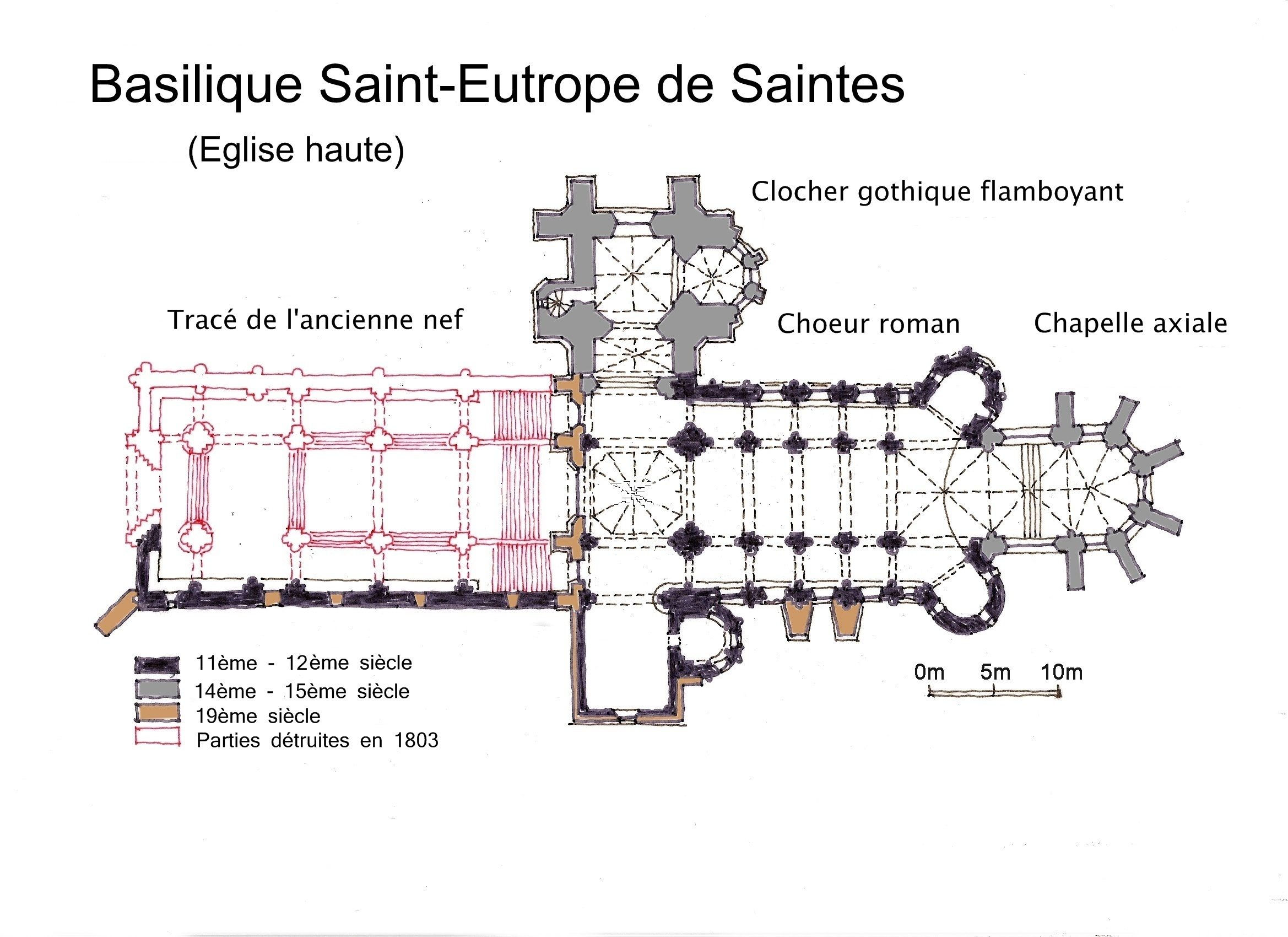
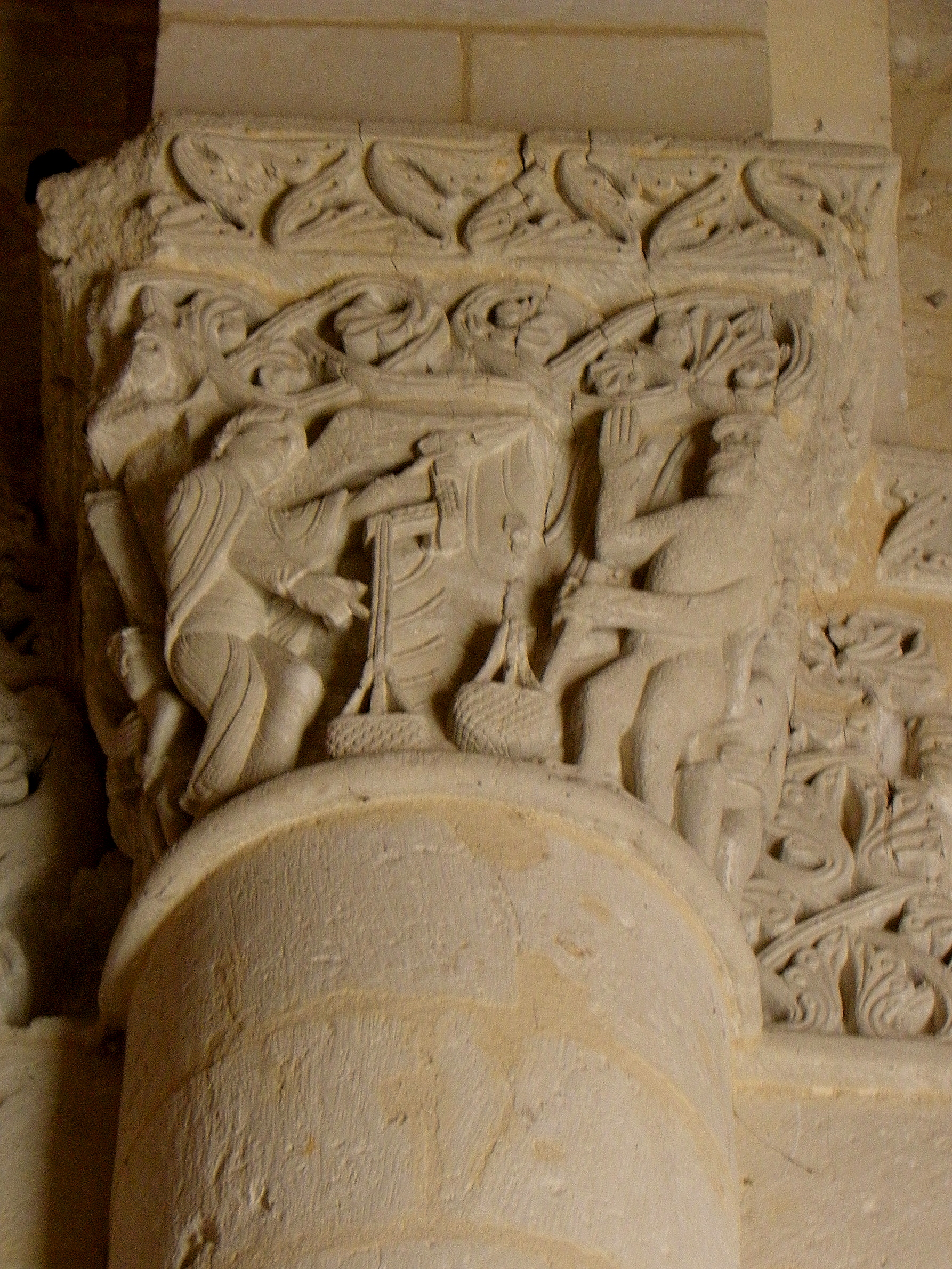
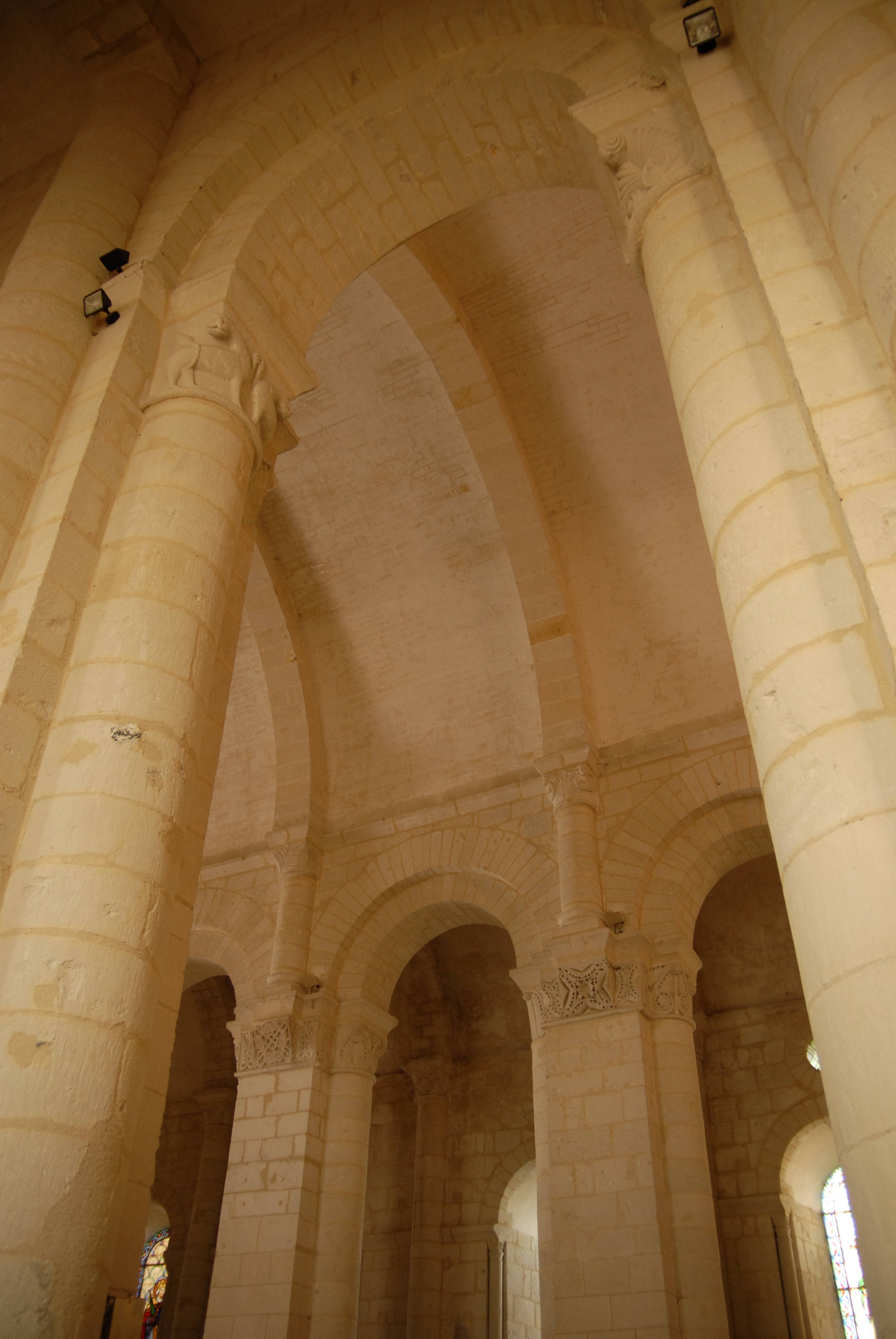
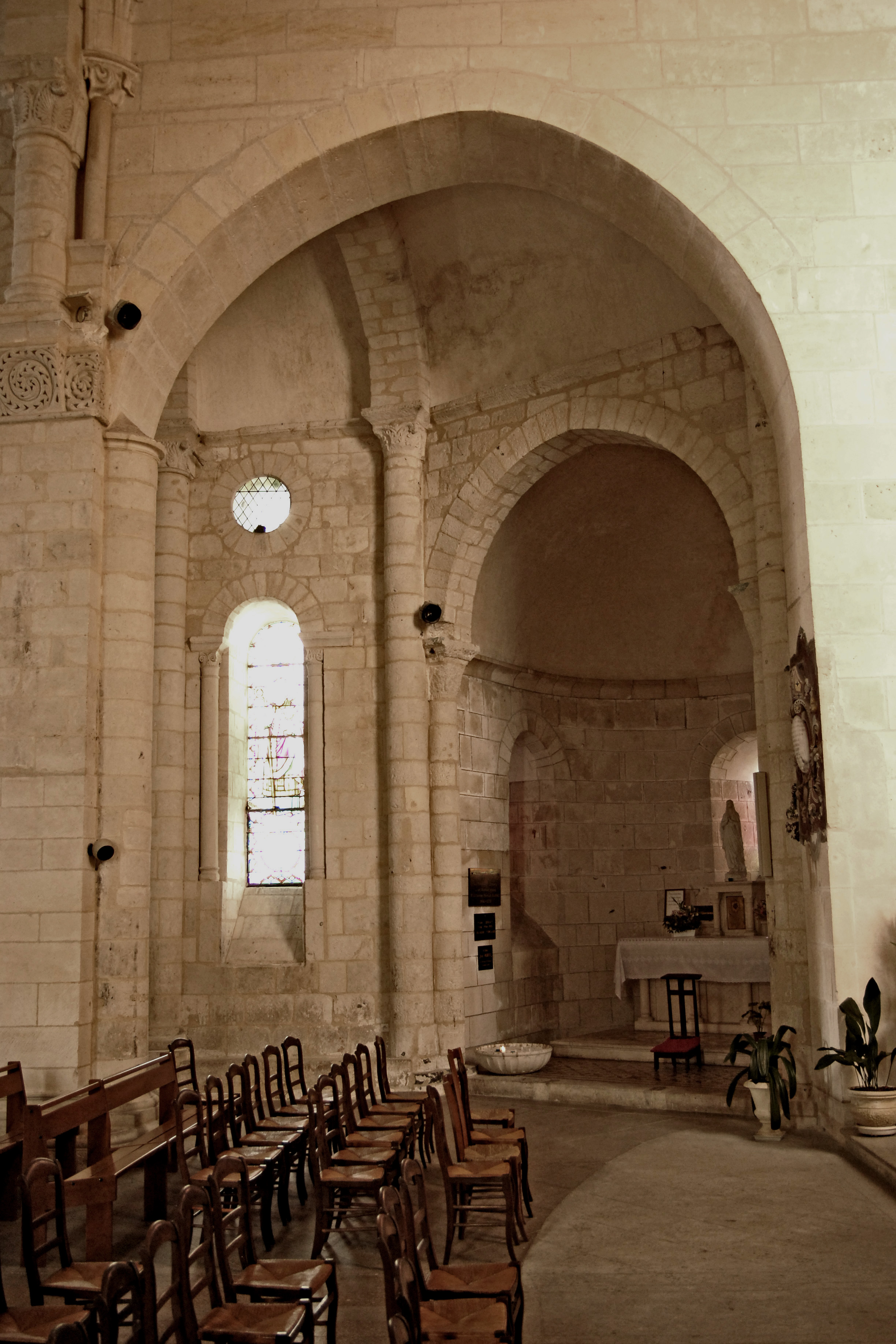
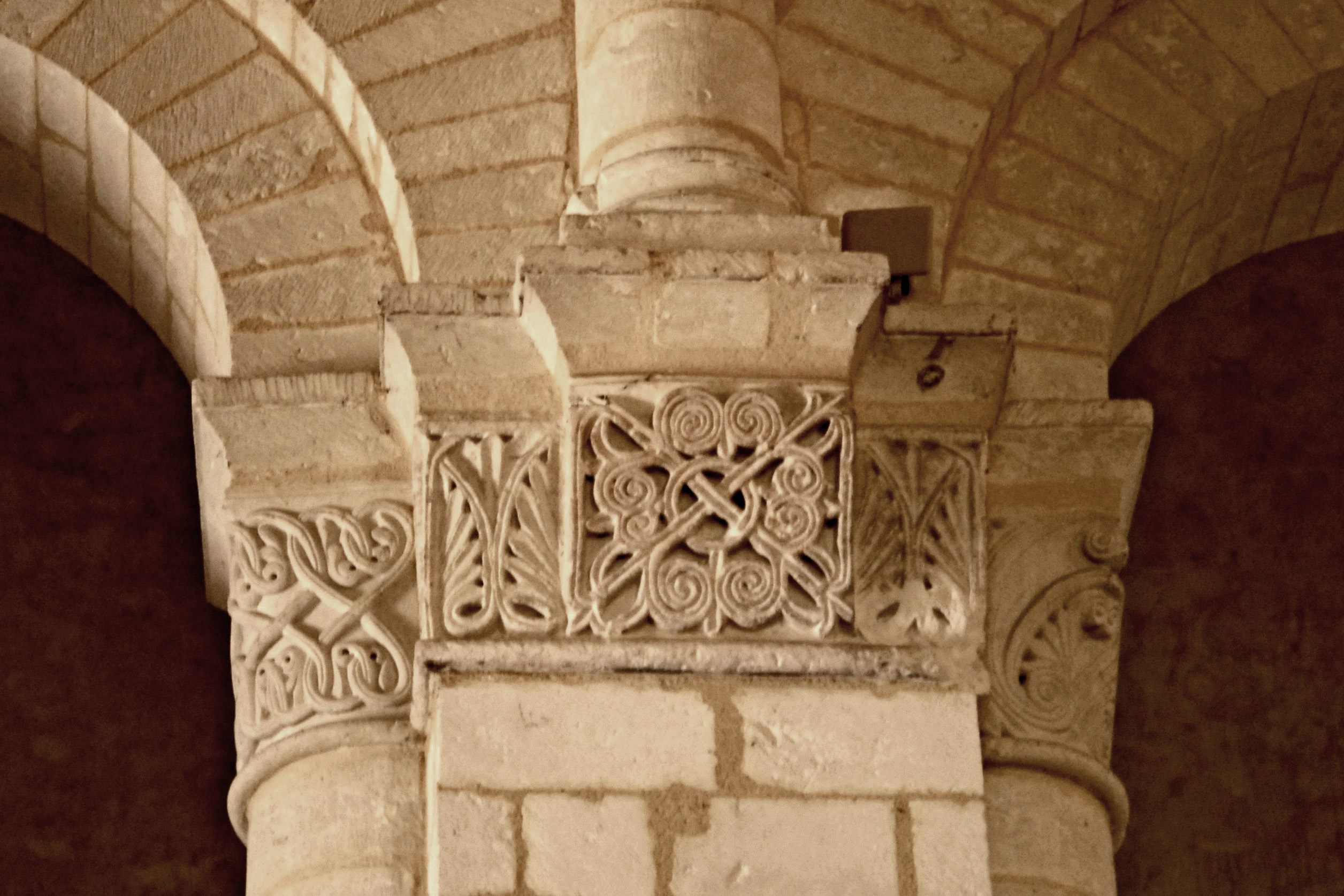
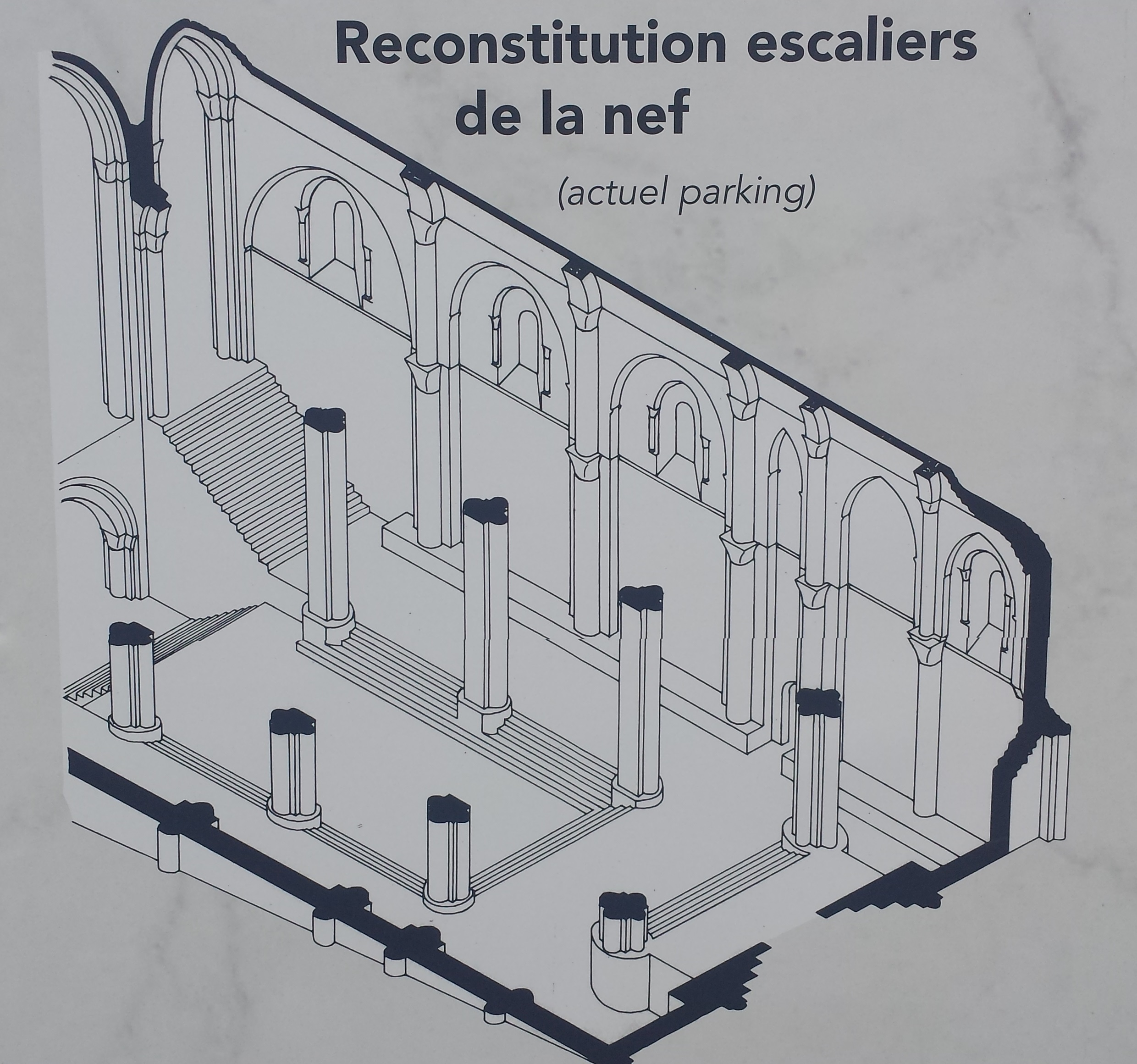
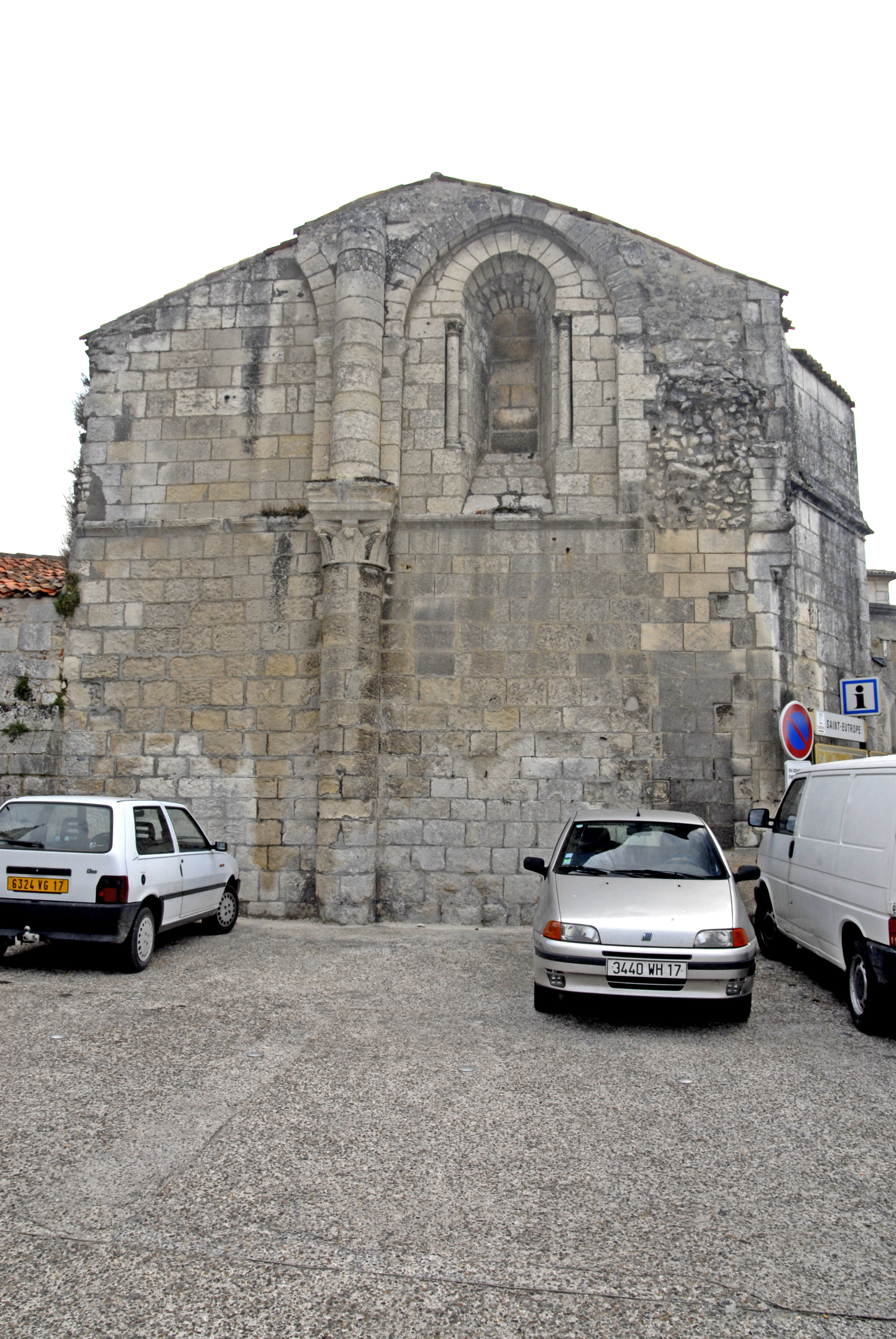
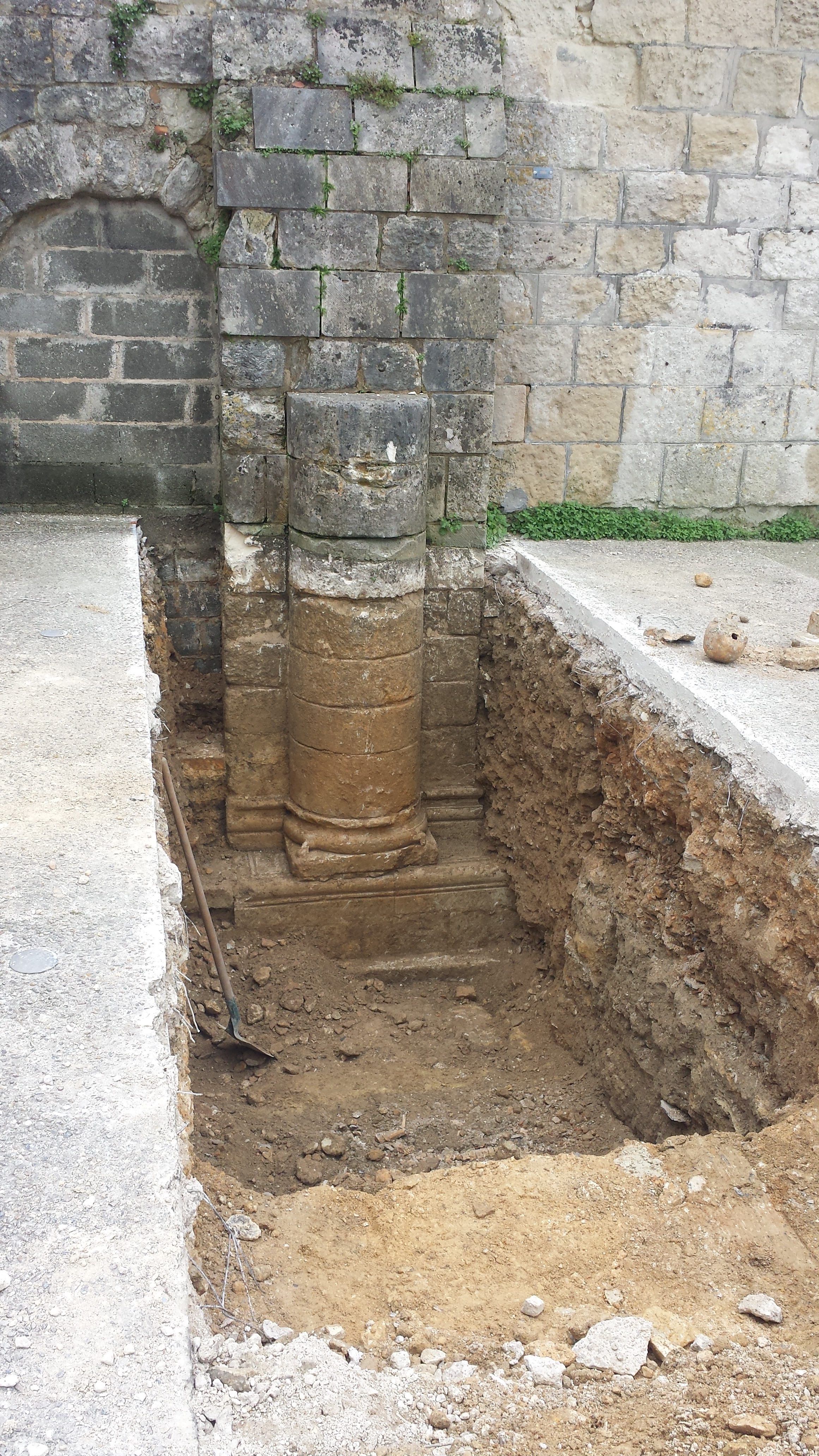
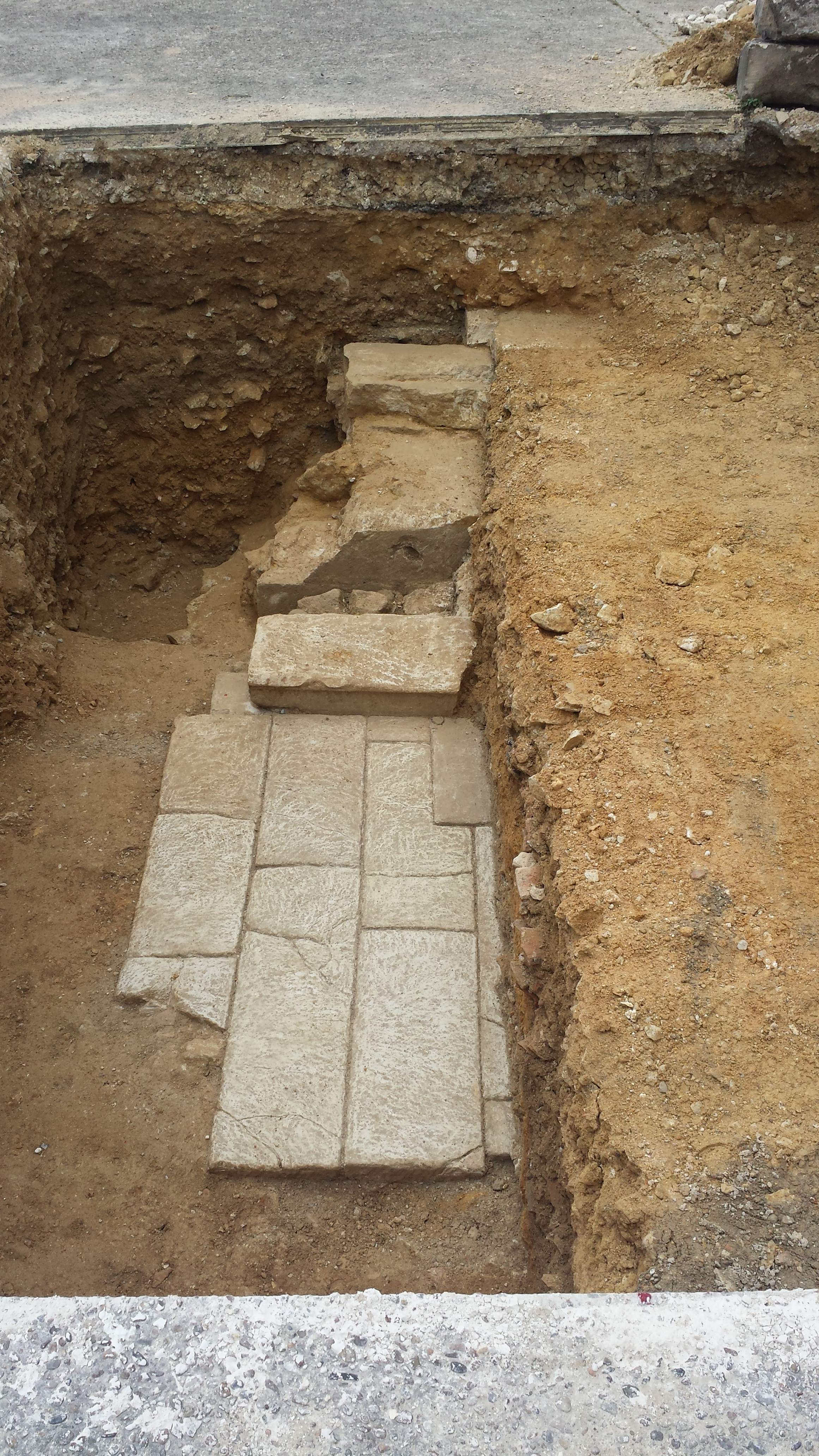
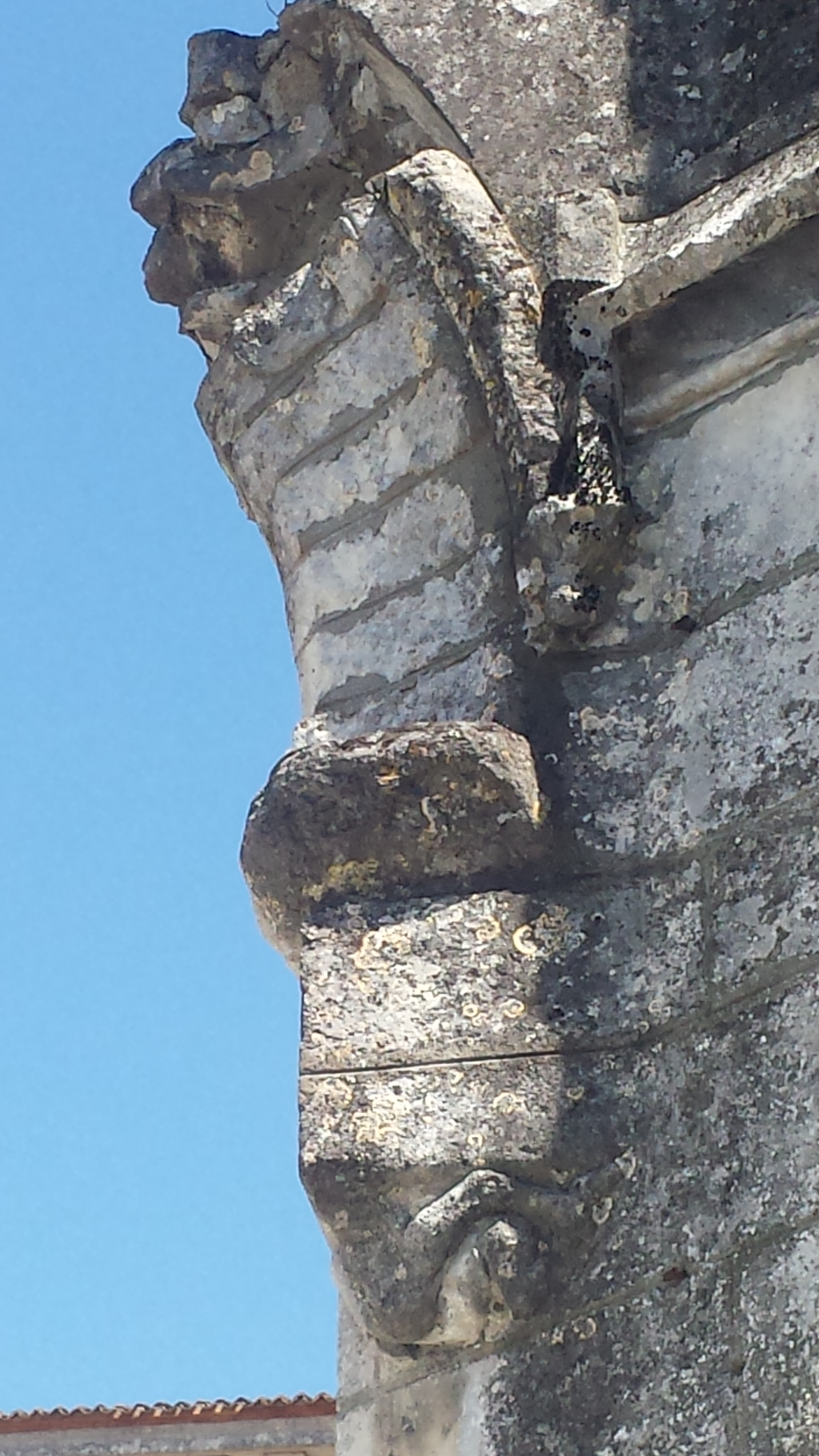
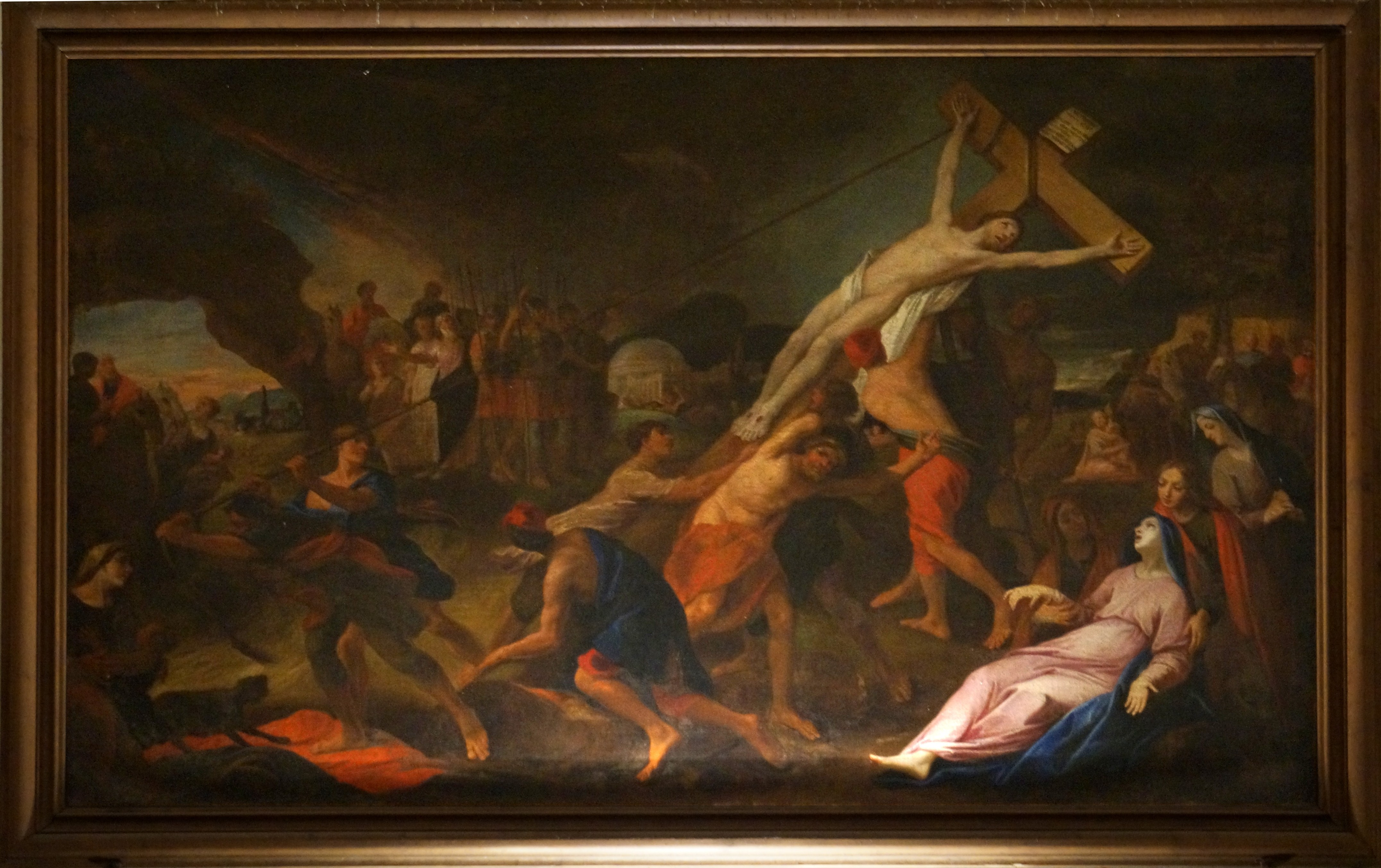
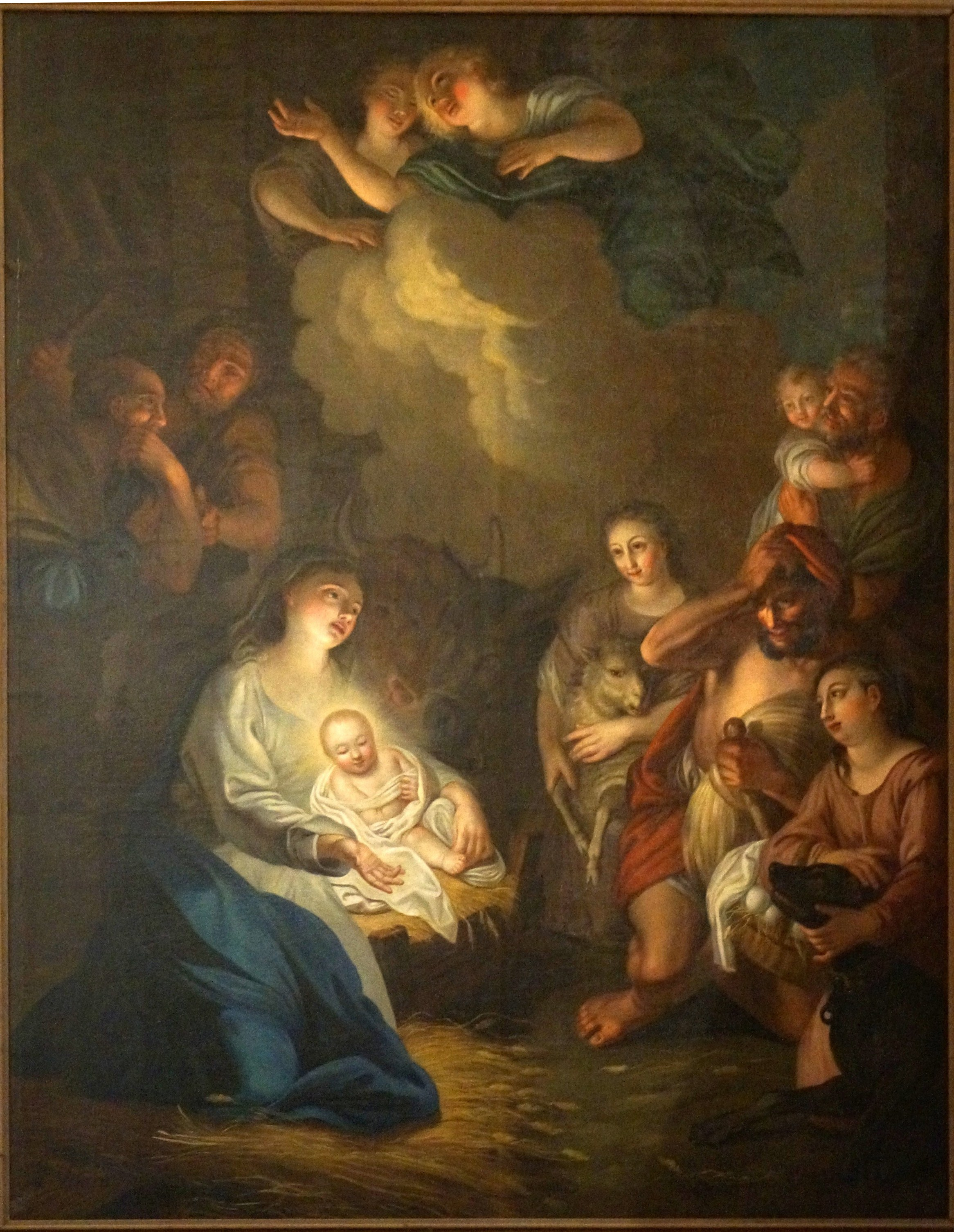
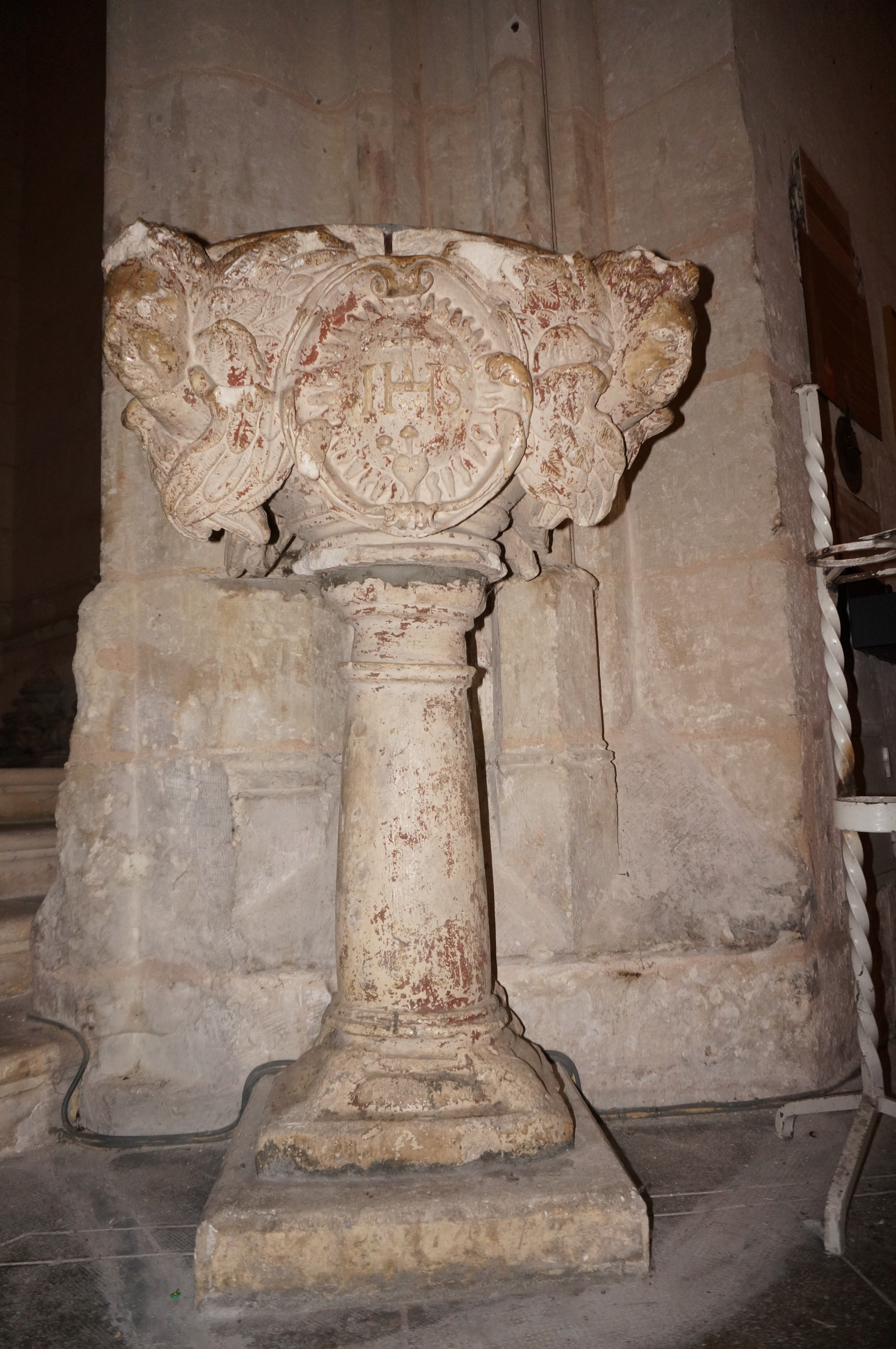
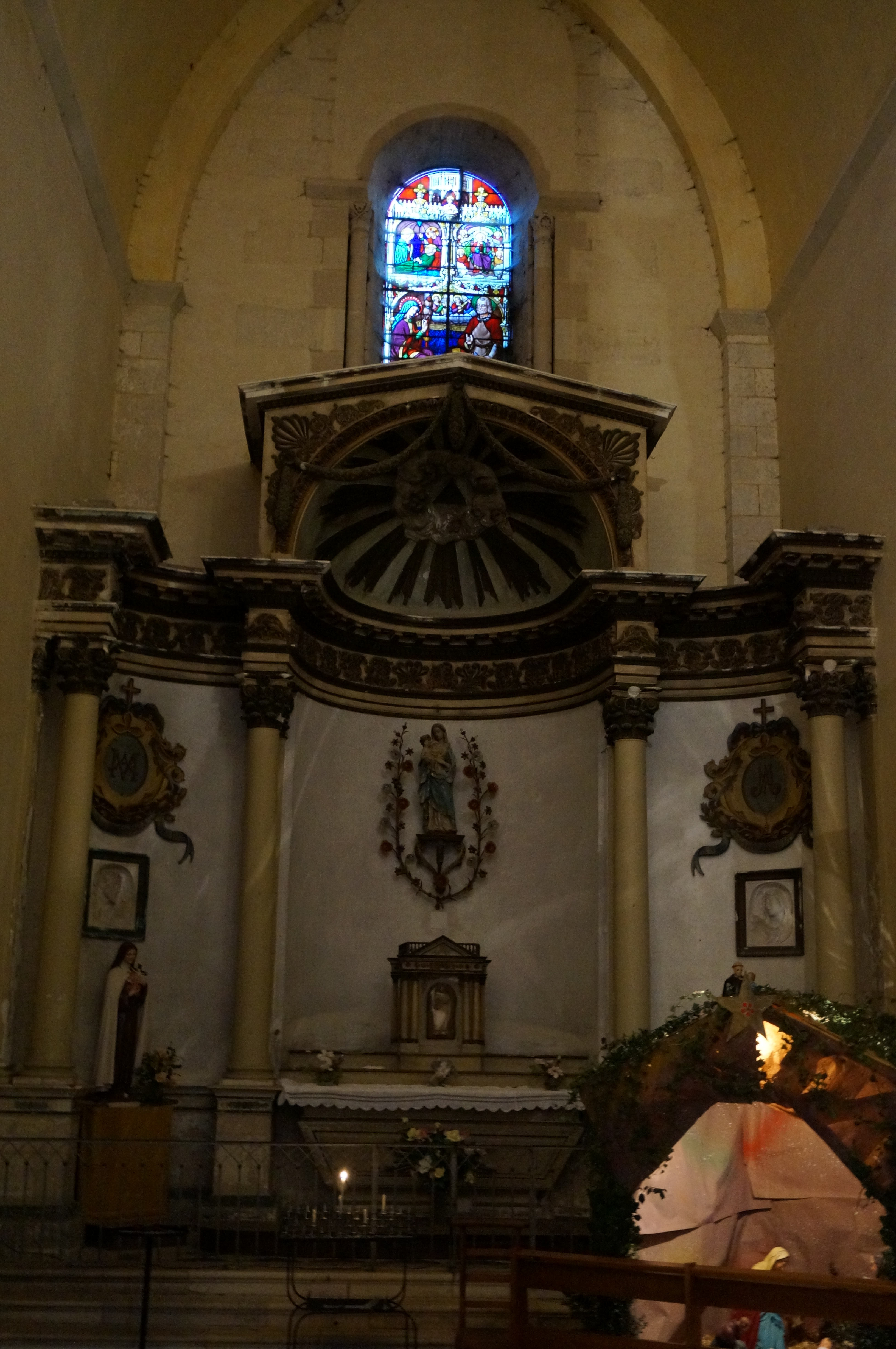
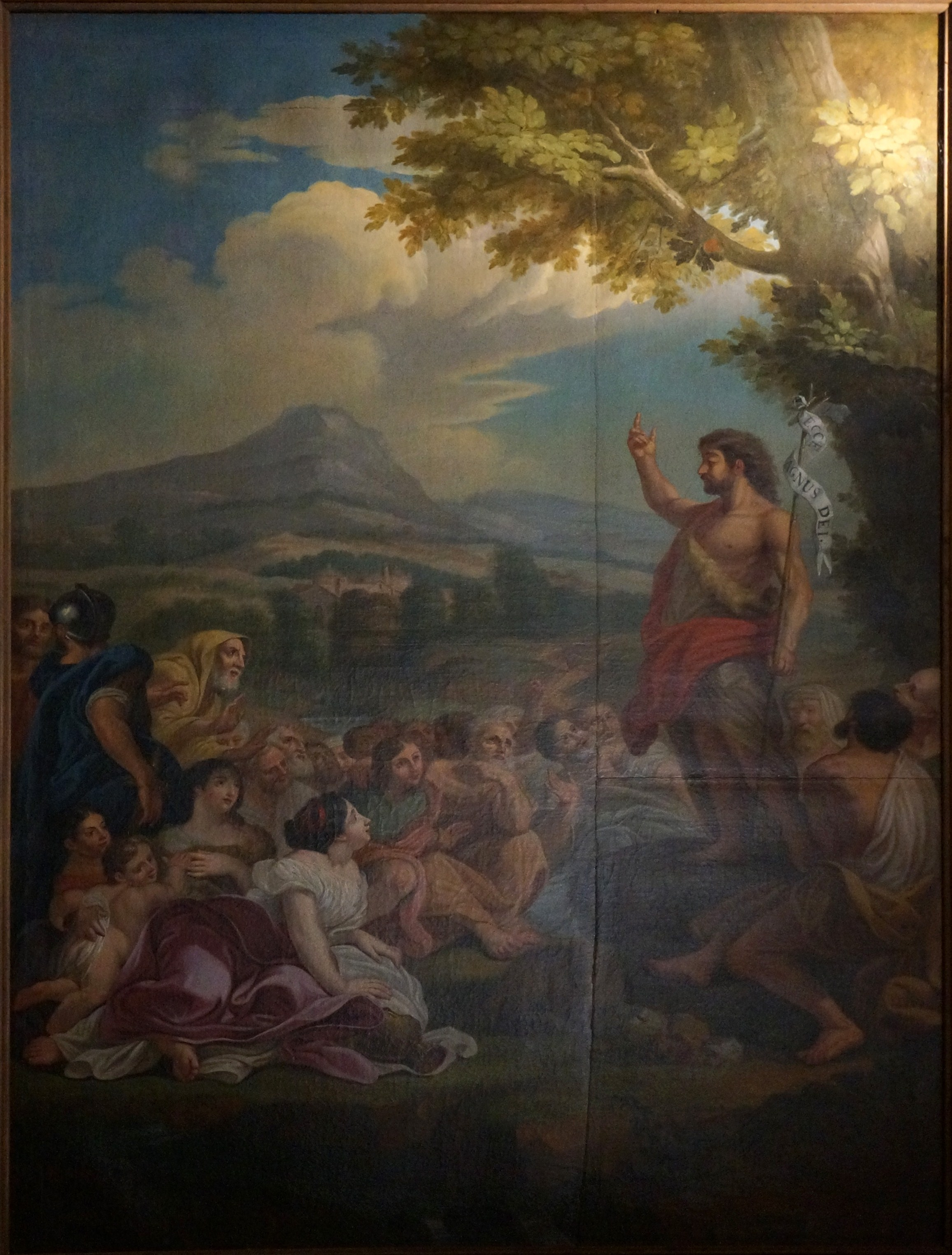
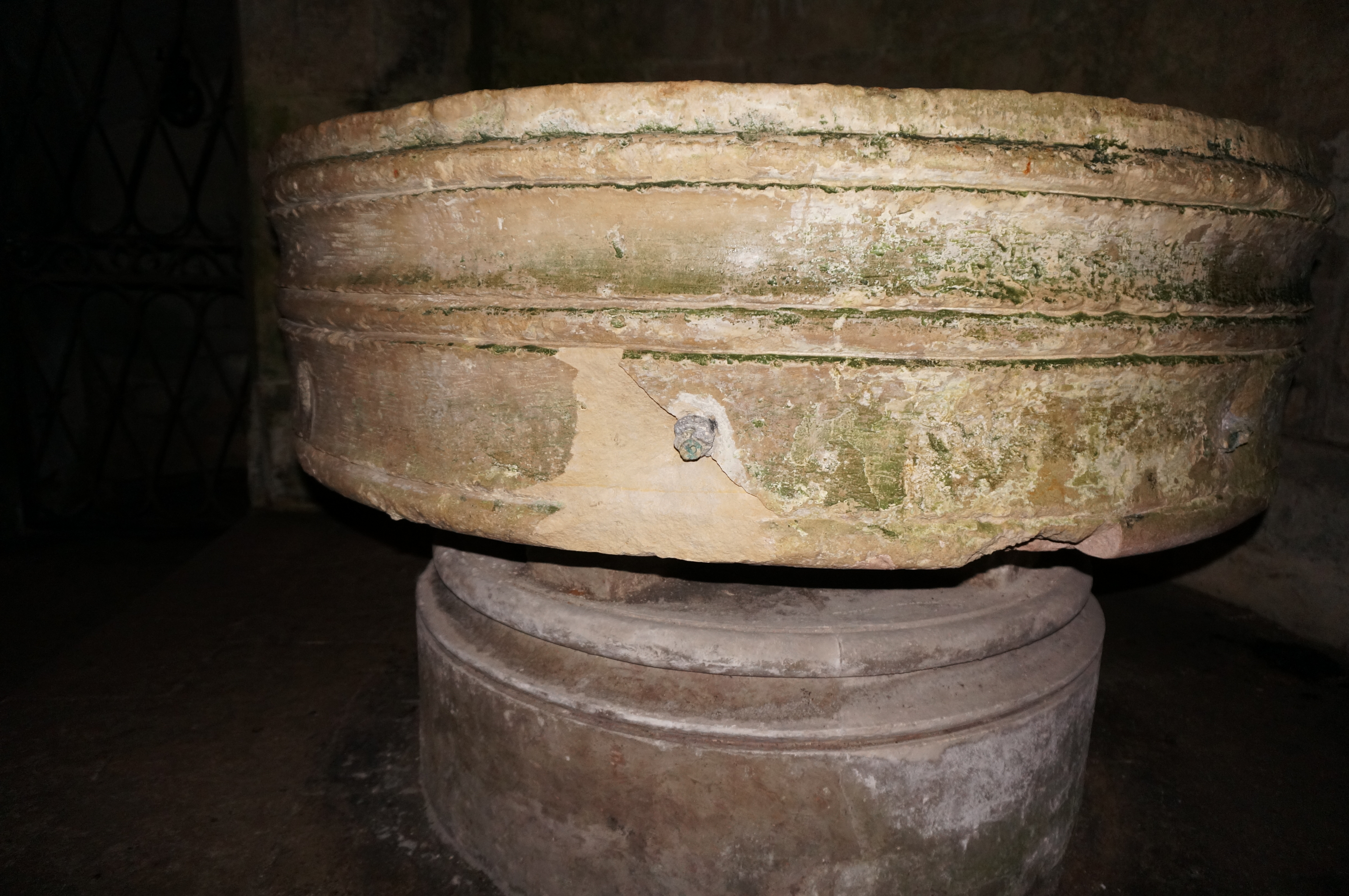